# Whiteclay
Whiteclay (Lakota Makȟásaŋ ‚weißlicher oder gelblicher Ton‘), beim US Census Bureau als Pine Ridge bekannt, ist ein Gemeindefreies Gebiet im Sheridan County des Bundesstaats Nebraska der USA.

## Geographie
Das Gebiet liegt 3,2 Kilometer südlich des gleichnamigen Hauptortes Pine Ridge der Pine-Ridge-Indianer-Reservation, direkt an der Grenze zwischen Nebraska und South Dakota.

## Geschichte

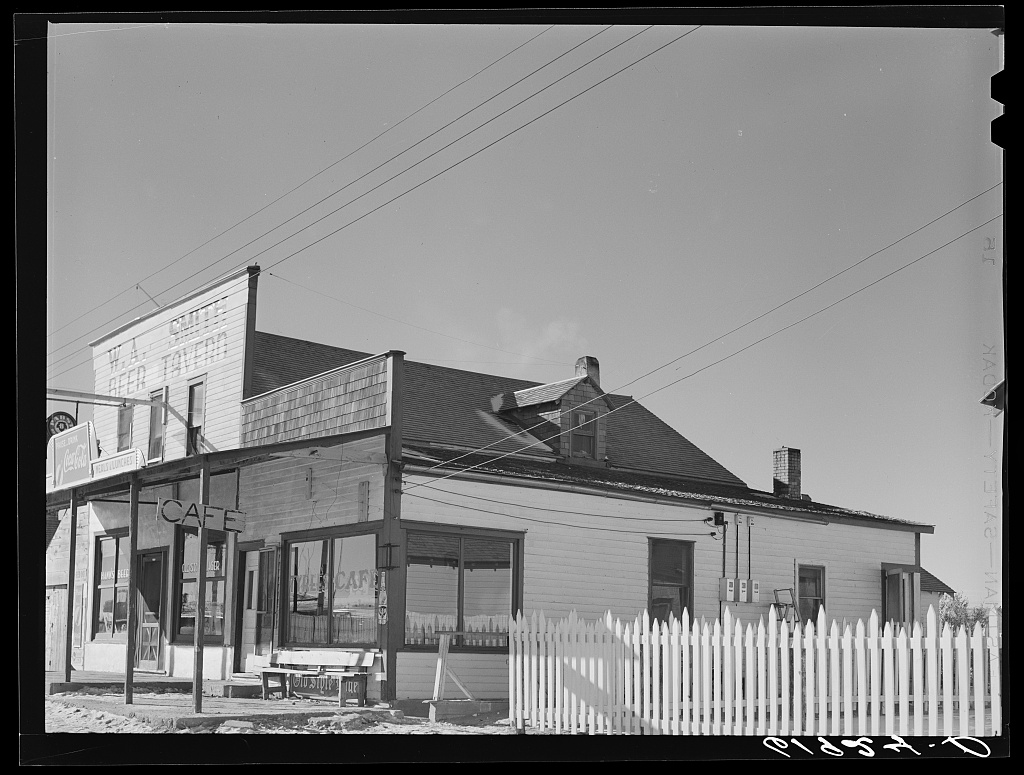
Bar in Whiteclay, Nebraska (1940)

Whiteclay war immer eng mit dem Indianerreservat Pine Ridge verbunden. 1882 wurde ein 130 Quadratkilometer großer Streifen von Nebraska an das Indianerreservat gebunden um eine alkoholfreie Pufferzone an der Grenze zu South Dakota zu schaffen. Durch diesen Streifen sollte der Schmuggel von Alkohol unterbunden werden. In diesem Streifen lag auch Whiteclay. 1904 wurde ein Großteil dieses Puffers vom Präsidenten Theodore Roosevelt wieder vom Indianerreservat herausgelöst. Dabei wurden die Verantwortlichen des Indianerreservats nicht befragt. Auch wurde nicht geprüft, ob dieser Puffer weiterhin sinnvoll war. Sofort begannen Händler, in dem Puffer einen Handelsposten zu gründen, um Alkohol an ihre Kunden in den Reservaten zu verkaufen. 1940 hatte die Siedlung 104 ständige Einwohner. Immer wieder wurde von Seiten der Sioux versucht, das Gebiet wieder in das Reservat einzugliedern, um den Verkauf von Alkohol zu verbieten. 1999 wurden neun Sioux von der Polizei verhaftet, weil sie gewaltsam gegen den Verkauf von Alkohol protestiert hatten. Die Verhafteten unter der Führung von Tom Poor Bear gingen gerichtlich gegen die Verhaftung vor. Ihre Begründung: Nach dem Vertrag von Fort Laramie und nachfolgenden Vereinbarungen gehört Whiteclay immer noch zur Reservation, und in der Reservation wäre Alkoholverkauf verboten. Im Februar 2000 entschied ein Gericht von Sheridan County, Nebraska, dass die Angeklagten nach lokalem Recht des Staates Nebraska verurteilt werden können, da Whiteclay und das Grenzgebiet Teil des Staates Nebraska seien. Nur der Kongress der Vereinigten Staaten könnte die Grenzen des Reservats ändern, wenn die Notwendigkeit bestünde. Zuvor hatte ein Gericht im Reservat entschieden, dass Whiteclay unter die Gerichtsbarkeit des Reservats fällt, und hat die Demonstranten freigesprochen.

## Alkoholproblematik
Bekannt wurde diese kleine Siedlung durch den Verkauf von Alkohol an Indianer der nördlich gelegenen Reservate, obwohl der Verkauf und Konsum von Alkohol in diesen verboten ist, bzw. war. Allein im Jahre 2010 wurden 5 Millionen Dosen Bier im Wert von 3 Millionen Dollar verkauft. Der Staat Nebraska erzielte durch den Verkauf in vier Geschäften jährliche Steuereinnahmen von mehreren hunderttausend Dollar. Im Jahr 2010 waren es 413.932 Dollar. Der Verkauf von Alkohol führte zu schweren sozialen Problemen in den von Armut und Kriminalität geplagten Reservaten Pine Ridge und Rosebud. Um das Problem zu lösen, verklagte die Pine-Ridge-Indianer-Reservation vier Händler und die Bier-Brauereien Anheuser-Busch, Molson Coors Brewing Co., MillerCoors LLC und Pabst Brewing Co. auf Schadensersatz in Höhe von 500 Millionen Dollar. Am 1. Oktober 2012 wurde diese Klage von einem Bundesrichter abgelehnt. Das Bundesgericht sah sich als nicht zuständig an. 2014 wurde über das Alkoholverbot im Reservat Pine Ridge abgestimmt. 52 Prozent der Wähler sprachen sich für die Abschaffung des Alkoholverbots aus. Die Gegner des Alkoholverbots führten an, dass durch den Verkauf innerhalb des Reservats die Anzahl der durch Alkohol verursachten Verkehrsunfälle reduziert werden könnte. Auch könnte die Stammesverwaltung Steuereinnahmen durch den Verkauf von Alkohol erzielen, die jetzt Nebraska zugute kämen. Alkohol wäre sowieso das größte Problem im Reservat, trotz des Verbots.